# Sinomenium acutum
Espèce
Classification phylogénétique
Sinomenium acutum est une espèce de plantes à fleurs de la famille des Menispermaceae. C'est une plante volubile originaire des forêts de l'Asie subtropicale et tempérée et utilisée en médecine traditionnelle chinoise et pour la fabrication du papier.

## Le genreSinomenium
Ce genre ne comporte que 3 espèces : Sinomenium acutum, Sinomenium diversifolium et Sinomenium heterophyllum.

Au vu des différentes synonymies, il est possible que ces trois espèces n'en constituent qu'une seule.

## Description botanique
Sinomenium acutum se présente sous forme d'une liane ligneuse et persistante mesurant une vingtaine de mètres de long. Les rameaux cylindriques sont régulièrement striés, de pubérulents à glabres.
Les feuilles alternes comportent un pétiole de 5–15 cm, strié et un limbe cordé-ovale à largement ovale, parfois (3-)5-9-lobé, de 6–15 cm, coriace à papyracé, marge entière.
L’inflorescence axillaire est une panicule conique lâche, de 10 à 30 cm de long. Elle est dioïque, possède 6 sépales libres imbriquées avec 6 pétales libres. Les fleurs mâles possèdent 9 à 12 étamines, les fleurs femelles possèdent 9 staminodes et 3 carpelles libres.
Les fruits sont des drupes rouges à noir pourpré.

## Distribution
Sinomenium acutum pousse en Chine (Anhui, Nord du Guangdong, Nord du Guangxi, Guizhou, Henan, Hubei, Jiangxi, Sud du Shanxi, Sichuan, Sud-Est du Yunnan, Zhejiang), en Inde du Nord, au Japon, au Népal et dans le Nord de la Thaïlande.

## Utilisations

### Médecine traditionnelle chinoise
C'est la tige (ou tige liane), récoltée à l'automne et au début de l'hiver, qui est utilisée en médecine traditionnelle chinoise pour le traitement de l’arthrite rhumatoïde, de la douleur et des arythmies.

Depuis 2008, elle est également inscrite sur la liste A des plantes médicinales de la Pharmacopée Française.

### Pharmacologie
Les principaux constituants de la drogue végétale sont des alcaloïdes de type morphinane. Le plus important d'entre eux est la sinoménine (plus de 0,5 % dans la drogue desséchée). Elle est utilisée pour traiter l’arthrose et d’autres inflammations.
On trouve également des alcaloïdes de type aporphine et de type protoberbérine.
Selon l’ouvrage de matière médicale Bencao gangmu de Li Shizhen (publié en 1593), cette liane (nommée 青藤 qingteng « liane bleu-vert ») est un agent antirhumatismal et analgésique. Elle est principalement utilisée contre les douleurs dues à l’arthrose. Li Shizhen indique que la liane 青藤 qingteng cueillie en février-mars, doit être mise à bouillir durant sept jours pour en faire un cataplasme.
- Toxicité

La plante ne semble pas présenter de toxicité mais la drogue végétale (Japanese han fang ji) peut parfois se retrouver mélangée à une plante toxique, Aristolochia fangchi (guang fang ji).

### Fabrication de papier
En Chine, les premiers papiers fabriqués avant le Xe siècle étaient faits avec des fibres de ramie, de lin et fibres apparentées ou d’écorce de mûrier à papier (Broussonetia). Dans les provinces du Jiangxi et du Zhejiang, de la Chine du Sud-Est, les papetiers innovèrent en utilisant les fibres libériennes de plantes grimpantes comme le 风龙 fēnglóng (青藤 qīngténg) le Sinomenium acutum. 
Au début de la dynastie Tang (618-907), le papier 剡藤紙 yanxi zhi était fabriqué à partir de l’écorce de liane 青藤 qingteng, près de Yanxi 剡溪 dans la province du Zhejiang. Mais en raison des ressources limitées en lianes sauvages, ce papier est de devenu de plus en plus rare après les Tang. 